# Alexandra Ranner
Alexandra Ranner  (* 1967 in Osterhofen) ist eine deutsche Künstlerin. Ihre Arbeiten umfassen Medien, Skulpturen, Filme, Fotografien und Installationen. Alexandra Ranner lebt und arbeitet in Berlin.

## Leben
Alexandra Ranner studierte in München, Lissabon und Karlsruhe. Ihr Diplom absolvierte sie 1994 an der Akademie der Bildenden Künste München. 2003–2004 hatte sie einen Lehrauftrag an der Kunstakademie Stuttgart für Bildhauerei/Performance/Video. Seit 2007 hat sie eine Professur für „Räumliche und Plastische Gestaltung“ am Fachbereich Architektur an der Universität der Künste in Berlin.
Ihre Arbeiten waren bisher, unter anderem, auf der 49. Biennale in Venedig (2001), auf der 1. International Triennale of Contemporary Art Yokohama (2001), auf der „Outlook“ International Art Exhibition in Athen (2003) und auf der Fraktale IV im Palast der Republik Berlin (2005) zu sehen. Ihre Retrospektive Karmakollaps wurde von Oktober 2016 bis Januar 2017 im Georg Kolbe Museum Berlin gezeigt.

## Ausstellungen (Auswahl)
- 2016: Alexandra Ranner. Karmakollaps, Georg Kolbe Museum, Berlin.[4]
- 2014: Hyperventilirium. Kunsthalle Göppingen, Göppingen.[7]
- 2010: Silencio Súbito. Galería Oliva Arauna, Madrid, Spanien.[8]
- 2007: Es Demasiado, Galería Oliva Arauna, Madrid, Spanien.
- 2001: 49. Biennale in Venedig, Italien.[9]

## Auszeichnungen
- 2003/2004: Stipendium Internationales Künstlerhaus Villa Concordia
- 2003: Karl-Schmidt-Rottluff-Stipendium
- 2002: Bayerischer Staatspreis, Bildende Kunst
- 2001: Preisträgerin des H.W.&J. Hector Kunstpreises der Kunsthalle Mannheim
- 1999: HAP-Grieshaber-Preis
- 1999: Förderpreis für Bildende Kunst der Landeshauptstadt München
- 1997: Debütantenpreis, BBK München